# Carupella natalensis
Carupella natalensis is een krabbensoort uit de familie van de Portunidae. De wetenschappelijke naam van de soort is voor het eerst geldig gepubliceerd in 1914 door Lenz & Strunck.